# Beriózovka (Komi)
Beriózovka (en rus: Берёзовка) és un poble a la República de Komi, a Rússia, segons el cens del 2010 tenia 195 habitants.